# Карлос Пељисер
Карлос Пељисер Камара (шп. Carlos Pellicer Cámara; Виљаермоса, 16. јануар 1897. — Мексико Сити, 16. фебруар 1977) био је мексички писац, песник, музеолог и политичар. Такође, био је део првог таласа мексичких модернистичких песника, те се у великој мери залагао у промоцији мексичке уметности и књижевности.

## Биографија
Рођен је у граду Виљаермоса, главном граду савезне државе Табаско. Његов отац, који се такође звао Карлос, био је апотекар. Његова мајка, Деифилија, научила га је првим словима, читала му стихове и пробудила у њему друштвену бригу. Млади Пељисер студирао је у Мексико Ситију, а у августу 1921, заједно са Ломбардо Толеданом, Ривером, Ороском и Герером основао је „Групу солидарности радничког покрета“ (шп. Grupo Solidario del Movimiento Obrero).
Држао је предавања о савременој поезији на Националном аутономном универзитету Мексика и радио као директор Одељења за лепе уметности. Помогао је да се оснује велики бро музеја, међу којима се истичу „Музеј Фриде Кало“ и „Музеј Анавакаљи“ у Мексико Ситију. Године 1976. изабран је у Сенат, представљајући Табаско, као политичар из редова Институционално револуционарне партије.
У поезији, авангарда је у Мексику наишла на плодно тле, а најзначајнија група авангардних песника била је група која се окупила око часописа „Лос контемпоранеос“ (шп. Los Contemoráneos; „савременици“), међу којима су најистакнутији били Карлос Пељисер, Хавијер Виљаурутија и Хосе Горостиза.